# سارنغ سفلي
سارنغ سفلي (بالفارسية: سارنگ سفلی) هي قرية تقع في قسم كاخك الريفي في إيران. يقدر عدد سكانها بـ 26 نسمة بحسب إحصاء 2016.